# Afonso Lopes Vieira
Afonso Lopes Vieira, né le 16 janvier 1878 à Leiria et mort à Lisbonne le 25 janvier 1946, est un poète portugais. Il est l'une des figures majeures de la Renascença portuguesa et du Modernisme portugais. Publiant sans interruption de 1898 à 1946, il laisse une œuvre littéraire considérable, constituée de dizaines de recueils de poésie, mais aussi d'articles, de conférences, d'actualisation de textes anciens, etc. Au lendemain de la proclamation de la République portugaise, il est l'un de ceux qui lancent en 1911 le mouvement de la « Renaissance portugaise » (Renascença portuguesa) avec son recueil « Chansons du Vent et du Soleil » (Canções do Vento e do Sol). Il s'illustre par sa promotion des valeurs artistiques et culturelles nationales, par son travail de retour aux sources de la culture portugaise, sa campagne Vicentina, et par son travail de précurseur dans le domaine de la photographie.
Afonso Lopes Vieira est considéré par Fernando Pessoa comme l'un des écrivains au style le plus spécifiquement portugais. Avec la publication du recueil Éclogas de Agora (1935), sous l'égide et en défense de l'Intégralisme lusitanien, il passe dans l'opposition à l'État Nouveau de Salazar. Son livre qui dénonce la misère des populations rurales, est censuré dès sa publication, et n'est autorisé qu'à la chute du régime en 1974. Lopes Vieira est parfois cité par les nationalistes galiciens pour son appel à un rapprochement culturel et politique entre la Galice le Portugal,. Un grand nombre d'écoles, de places et de rues portent son nom au Portugal, notamment dans les régions de Leiria et Lisbonne. Ses vers incrustés en azulejos muraux ornent l'entrée de la freguesia de Cortes, ainsi que le Museu da Oliveira et do Azeite de Mirandela. Une statue de son buste a par ailleurs été érigée sur le Largo da Rosa, en face du Palácio da Rosa, son ancienne résidence, à Lisbonne.

## Contexte historique et vie

### Jeunesse et formation

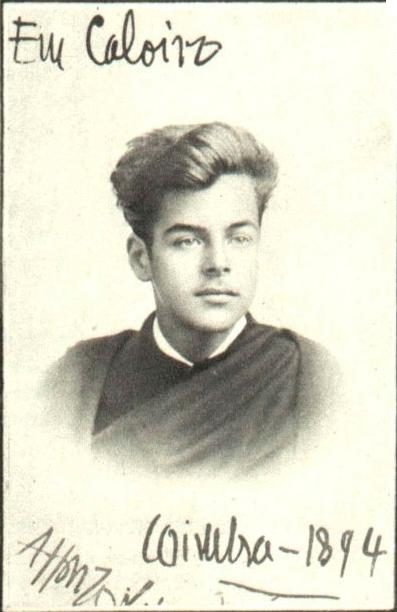
Photo d'Afonso Lopes Vieira, étudiant en première année de droit à Coimbra, en 1894. Autographe de l'auteur.

Originaire de la région de Leiria, Afonso Lopes Vieira est issu d'une famille aisée de la bourgeoisie provinciale apparentée aux Charters de Azevedo et aux Cordeiro. Son père, le Dr Afonso Xavier Lopes Vieira (1849-1932), est un avocat cultivé, issu de la haute bourgeoisie provinciale. Sa mère, Mariana Lopes de Azevedo (née en août 1847), est issue d'une des plus grandes familles nobles de la région de Leiria, en pleine ascension, apparentée aux vicomtes de São Sebastião. Conformément à une tradition endogame locale, les familles paternelles et maternelles du poète sont très liées, et présentent des ancêtres communs. Son grand-oncle, le poète António Xavier Rodrigues Cordeiro, a eu une influence décisive sur lui. Vers la fin de sa vie, Lopes Vieira affirme avoir « appris à lire les classiques et à chanter » avec son grand-oncle, chez qui il faisait de nombreux et longs séjours. Dans son testament, Rodrigues Cordeiro, mort sans enfants, lui a légué sa vaste bibliothèque et sa résidence principale à Cortes (1896).
Afonso Lopes Vieira quitte le domicile familial en 1894. Après avoir étudié le droit à l'université de Coimbra, où il obtient un bacharel en 1900, il exerce un temps le métier d'avocat avec son père à Lisbonne. En 1902, il épouse D. Helena Aboim et s'installe dans la petite ville de pêcheurs de São Pedro de Moel, dans la région de Leiria. Sa maison de S. Pedro devient dès lors un refuge, où il se recueille, en général, du mois de mai à la fin novembre. Située entre mer et forêts, loin de la ville et de la dispersion, il y passe "ses meilleurs jours", et y rédige une partie importante de son oeuvre. Le reste de l'année, il revient au monde, essentiellement à Leiria, et surtout à Lisbonne, où il obtient à l'âge de 22 ans un poste de rédacteur à la Chambre des députés. En 1916, il quitte cet emploi pour se consacrer entièrement à l'écriture. À l'époque, la toute jeune République portugaise, proclamée en 1910-1911, entre dans la Première Guerre mondiale aux côtés des alliés. Le but du Gouvernement portugais est d'assurer ses positions en Afrique, menacées par l'Allemagne, et d'obtenir la reconnaissance politique de ses voisins européens. Le régime, constitué d'hommes neufs, d'intellectuels et de révolutionnaires, a pour objectif de rendre au pays tout son prestige et de le conduire sur la voie du progrès.

### La Renaissance portugaise et l'engagement politique

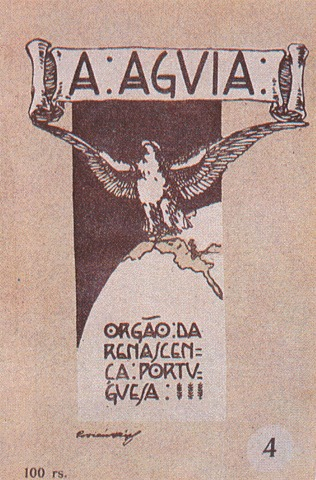
Couverture du n.º 4 (1912) de A Águia, revue de la Renaissance Portugaise à laquelle a collaboré Afonso Lopes Vieira.

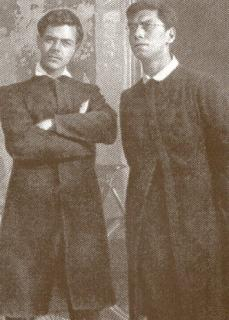
Afonso Lopes Vieira et son ami l'écrivain Alberto Cosa (Pad'Zé), juste avant que ce dernier soit expulsé de l'université de Coimbra et poursuivi par la police.

Au moment où Afonso Lopes Vieira abandonne son poste de rédacteur à la Chambre des députés pour se consacrer entièrement à l'écriture, la vie culturelle portugaise est en pleine effervescence, traversée par le mouvement de la « Renaissance Portugaise » (Renascença Portuguesa), qui s'enracine dans le Grand XIXe Siècle post-romantique européen. Alors que la génération de Eça de Queiros et Guerra Junqueiro disparaît, les grands noms de la littérature nationale du XXe siècle prennent le relais : Fernando Pessoa, Mário de Sá-Carneiro, Almada Negreiros, et Afonso Lopes Vieira. Ce dernier s'impose alors comme l'une des grandes figures du Modernisme portugais, qu'il prend d'une certaine façon à contre-courant en effectuant un retour aux sources de la culture portugaise, et en faisant la promotion des valeurs artistiques et culturelles nationales. Outre ses innombrables publications poétiques, pédagogiques et personnelles, il participe à une série de revues avant-gardistes futuristes, saudosiste et sébastianiste, parfois éphémères, mais qui marquent profondément tout le XXe siècle lusophone, dont les plus connues sont A Aguia ou Orpheu. Installé à Lisbonne, il devient propriétaire du Palácio da Rosa, près du quartier de la Mouraria, qui appartenait autrefois aux marquis de Castelo Melhor, où il réside une partie de l'année, entre 1927 e 1942.
Conscient des liens historiques profonds qui unissent l'ouest de la péninsule Ibérique, il encourage le réintégrationnisme galicien et lance un appel pour un rapprochement culturel et politique entre le Portugal et la Galice, qu'il considère avec le Nord du Portugal comme l'un des berceaux de la langue portugaise : « Laisse la Castille et vient à nous ! » (Deixa Castela e vem a nós!),. Son appel trouve un écho dans l’œuvre de plusieurs de ses contemporains portugais, notamment du philologue Manuel Rodrigues Lapa, de l'écrivain José Rodrigues Miguéis, opposants notoires à l'État Nouveau de Salazar, mais aussi dans celles du philologue et écrivain galicien Ernesto Guerra da Cal, du journaliste et politique galicien Ramón Suárez Picallo, et surtout de l'écrivain galicien Alfonso Daniel Rodríguez Castelao, le père du nationalisme en Galice. À l'époque, la seconde République espagnole est confrontée à des troubles politiques graves pendant lesquels les identités nationales traditionnelles s'affirment avec la promulgation des statuts d'autonomie (1931-1938) avant d'être écrasées par Franco. Dans ce contexte, Suárez Picallo et Rodríguez Castelao exhortent le gouvernement portugais à venir en aide aux Galiciens, qui subissent les représailles des nationalistes espagnols.
En 1937, alors que la dictature a fini de s'implanter au Portugal et que l'Espagne a tout juste basculé dans le fascisme, Lopes Vieira se démarque du régime salazariste en publiant son recueil Églogas de Agora, élaboré sous l'égide et en défense de l'Intégralisme lusitanien. Le livre est saisi par la censure et est interdit jusqu'à la révolution des Œillets, le 25 avril 1974. Trop riche et connu pour être inquiété, son auteur est néanmoins, dès lors, considéré comme un opposant latent au régime. Tour à tour qualifié de traditionaliste, de nationaliste, de monarchiste, d'anarchiste, de moderniste, de panthéiste, de catholique, populaire et bourgeois, inclassable, Lopes Vieira explore en les faisant siennes toutes les sensibilités de son pays et de son époque.
En dépit de son opposition au régime, il devient grâce à un fort ancrage local, président de l'Assemblée Générale de la Maison du District de Leiria (Assembleia Geral da Casa do Distrito de Leiria) en 1938. Il décède à Lisbonne le 25 janvier 1946, sans avoir jamais cessé d'écrire.

### Lopes Vieira et son époque
Historiquement, Afonso Lopes Vieira fait le lien entre les poètes du XIXe siècle (Almeida Garrett, Antero de Quental, etc.) et des poètes plus contemporains, comme Miguel Torga. Auteur charnière, il est probablement l'un des plus grands créateurs et promoteurs de la Littérature nationale que le Portugal ait connu. Une vaste photobiographie publiée en 2008 au Portugal a permis de redécouvrir l'homme, original à la limite du dandysme, esthète élégant, à tous points de vue : dans son écriture, mais aussi son comportement, sa façon de s'habiller, de vivre, de décorer ses maisons, de concevoir les autres et le monde. 

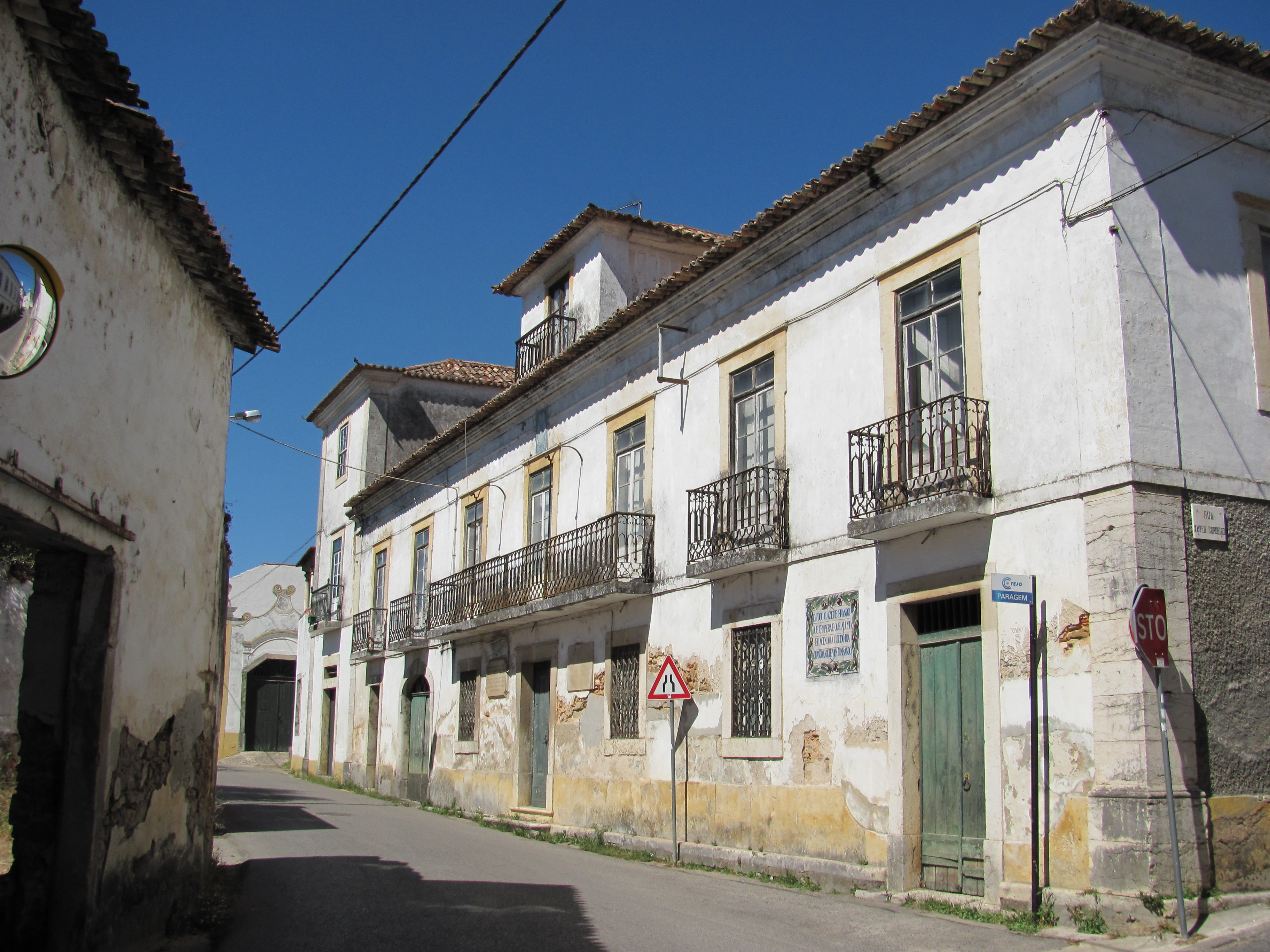
Maison d'Afonso Lopes Vieira à Cortes, héritée de son grand-oncle Antonio Xavier Rodrigues Cordeiro.

Fernando Pessoa, assidu lecteur et contemporain du poète (ils participaient aux mêmes revues), considérait Lopes Vieira comme un des rares écrivains portugais totalement exempt d'influences étrangères, tant du point de vue stylistique que de la thématique: Dans un article critique de la revue Teatro, il affirmait en 1913 à son propos: "Sa réputation, mr Lopes Vieira l'a acquise avec une œuvre belle, et parfois grande.", mentionnant en particulier les recueils O Poeta Saudade (1901) et Ar Livre (1906). Ce dernier recueil, pourtant renié plus tard par son auteur, est également considéré comme le meilleur de son oeuvre par le romancier Aquilino Ribeiro. Carolina Michaëlis de Vasconcelos qualifiait Lopes Vieira de " noble porte-voix et conservateur du Lyrisme de l'âme portugaise et évocateur de ses plus pures manifestation. " Souvent qualifiée de "populaire", sa poésie se démarque par sa douceur, un vocabulaire simple, qui la rend abordable, et une facture encore classico-romantique dans la forme, malgré des hardiesses stylistiques et une vraie liberté rythmique dans la versification.
Une partie importante de l'oeuvre de Lopes Vieira consiste en des fragments manuscrits, laissés inédits dans le "coffre de vernis rouge" légué après sa mort à la Bibliothèque municipale de Leiria par sa nièce Maria da Luz Wasa de Andrade. Mis à jour par la chercheuse Cristina Nobre dans les années 2000, ils consistent en des notes diverses, des pages de journaux intimes, des aphorismes, des ébauches de livres, des plans de mémoires, des notes de voyages, conférences et discours, brouillons de poèmes, coupes de papiers imprimés anotés à la main ou dactylographiés, mais aussi ébauches de dessins, photographies, transcriptions de notes à la marge de livres, etc. L'ensemle de ces documents, soigneusement sélectionnés par l'auteur lui-même, donnent un éclairage singulier sur son oeuvre, et sont actuellement en attente de publication.
Afonso Lopes Vieira est également un pionnier de la photographie. Il est possible de voir une partie de son œuvre de photographe dans sa Maison-Musée de São Pedro de Moel (exposition permanente).
Grand voyageur, il a séjourné en Espagne, en France, en Italie, en Belgique, en Afrique du Nord, en Angola et au Brésil.
Décédé sans enfants, il a fait don de sa vaste bibliothèque à la ville de Leiria, et il a légué sa maison de São Pedro de Moel aux enfants pauvres, afin de leur permettre de passer des vacances dans un cadre privilégié, en bord de mer.
Il est considéré comme l'un des premiers et principaux représentants du néogarretisme et a été lié au mouvement de régénération nationale « Renaissance Portugaise » (Renascença portuguesa).

## Œuvre

### Œuvre poétique

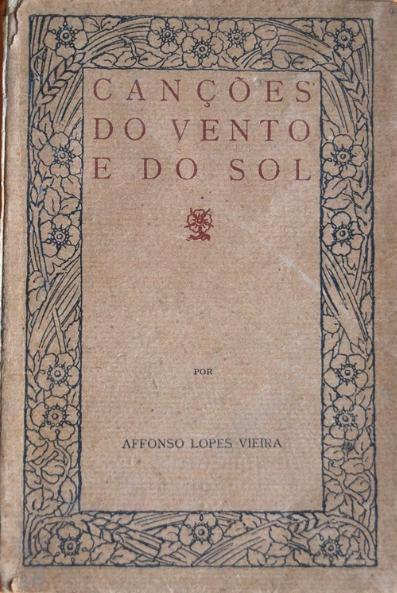
Couverture de la première édition des Canções do Vento e do Sol, publiées en 1911.

Dès ses années de bohème étudiante, Afonso Lopes Vieira participe à la rédaction de journaux ou feuillets manuscrits, à faible diffusion, tels que A Vespa, et O Estudante.

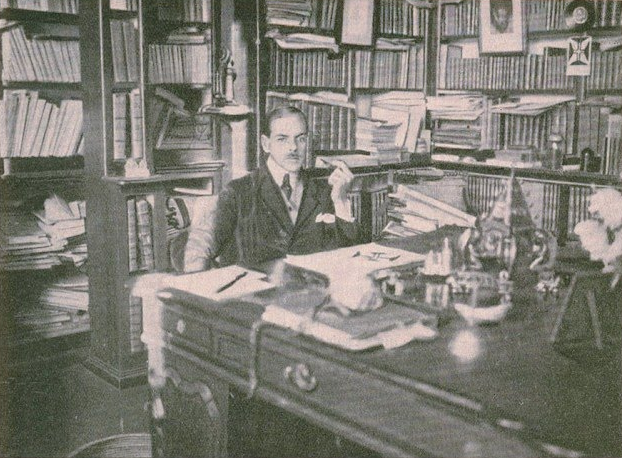
Afonso Lopes Vieira dans son cabinet de travail en 1921 (entrevue d'Artur Portela).

En 1897, alors qu'il n'est âgé que de 19 ans, il fait son entrée formelle dans le monde littéraire en faisant paraître son premier recueil Para Quê?. Dès lors, commence une période d'intense activité créatrice, qui ne s'arrêtera qu'à sa mort, avec la publication de poèmes, pièces de théâtre (autos), d'articles, et surtout de six grands recueils de poèmes : Ar Livre en 1901, O Pão e as Rosas en 1908, et surtout Canções do Vento e do Sol en 1911, qui lance le mouvement de la « Renaissance portugaise »  (Renascença portuguesa), puis Poesias sobre as Cenas infantis de Schumann en 1915, Ilhas de Bruma en 1917, et enfin País Lilás, Desterro Azul en 1922. 
Il collabore parallèlement à la publication de périodiques, tels que les revues A Aguia (1910-1932) et Orpheu (1915), mais aussi Ave Azul (1899-1900), Serões (1915-1920), Arte & vida   (1904-1906) A republica portugueza (1910-1911), dans la série II de la revue Alma nova  (1915-1918), Atlantida (1915-1920), Revista de turismo  initiée en 1916, Contemporânea (1915-1926), Ordem Nova  (1926-1927) et Lusitânia (1924-1927). Au moment de la publication de País Lilás, Desterro Azul en 1922, il a 44 ans, une situation confortable et un nom prestigieux. Après avoir écrit encore quelques ouvrages, en 1927, il pense mettre un terme à son œuvre poétique en publiant l'Anthologie Versos de Afonso Lopes Vieira. Il continue néanmoins à écrire, gagnant en maîtrise et en expérience.
Afonso Lopes Vieira continue à écrire jusqu'à ses dernières années, dans un style qui gagne en intensité et en musicalité. Ses dernières années sont celles de la maturité, et sa poésie culmine dans le recueil tardif Onde a Terra se Acaba e Onde o Mar Começa, publié en 1940.

### Une poésie de l'Estremadure: entre terre et mer

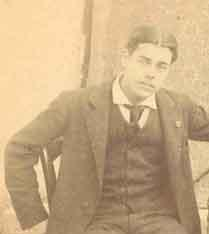
Afonso Lopes Vieira vers 18 ans, photographié près de son grand-oncle, le poète António Xavier Rodrigues Cordeiro.

« Je suis un marin, condamné à rester à terre. »
(Afonso Lopes Vieira, extrait de Bloco de Notas, 1, frag. 10) 

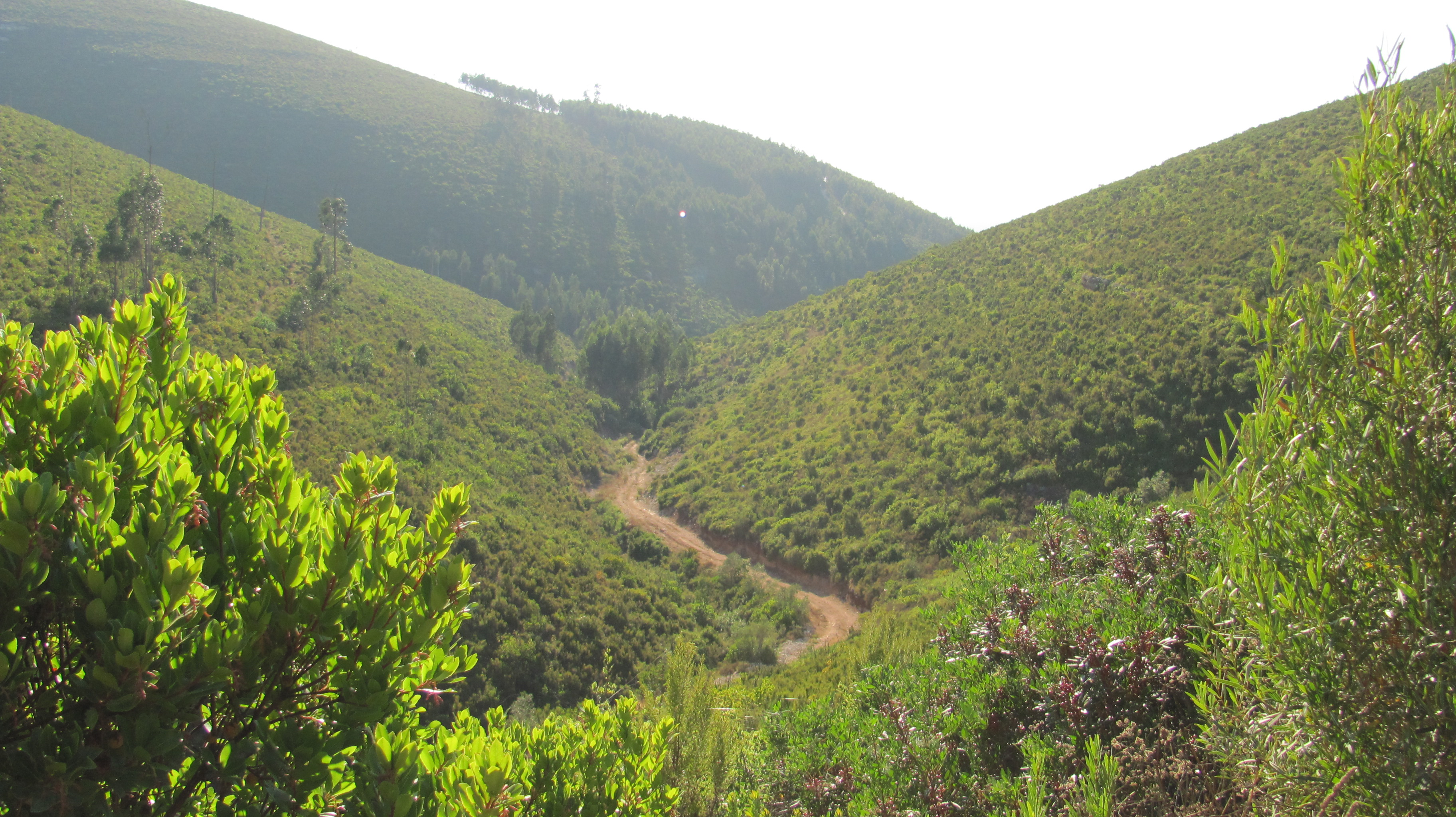
Massif de la Senhora do Monte, dans la région de Leiria.

Illustrant le propos de Tolstoï, qui disait : « Si tu veux parler de l'universel, parle de ton village », Lopes Vieira puise, sa vie durant, la majeure partie de son inspiration dans sa région d'origine, Leiria, qu'il célèbre partout dans son œuvre. Mettant au goût du jour une sensibilité populaire et rurale, ses poèmes font se succéder des scènes de la vie quotidienne, des paysages bucoliques lumineux, entourés de massifs verdoyants plantés de vignobles, déchirés par le fleuve Lis.
Son inspiration s'ancre également dans la façade maritime de l'Estrémadure, et en particulier dans sa « Maison-Caraque » (Casa-Nau) qui surplombe l'océan, par-dessus la petite plage de pêcheurs de São Pedro de Moel, refuge, mais également source fondamentale et clé dans la genèse de son œuvre. Il y vit une partie de l'année, s'y lie d'amitié avec les familles de pêcheurs. Il y reçoit ses amis écrivains. La mer et les pinèdes sont deux des grands fils conducteurs de son œuvre. Au croisement de ses deux sources d'inspiration, son pays devient une « Verte nef qui se lance dans la mer immense ».
Dans sa région d'origine et dans ses paysages, le poète affirme qu'il se sent « […] plus en osmose avec le sol et les gens. » Il exploite les rythmes et les motifs des chansons traditionnelles et des dictons populaires. Panthéiste, il a su « lire et fixer les hommes, les croyances, les coutumes et les paysages de l'Estremadure » qu'il considérait comme « le cœur du Portugal, où le sol même, des plages, des forêts, des plaines ou des monts, exhale le fluide évocateur de l'histoire nationale ; province héroïque, peuplée de monastères et de châteaux [...]. » (Nova demanda do Graal, 1942).
```

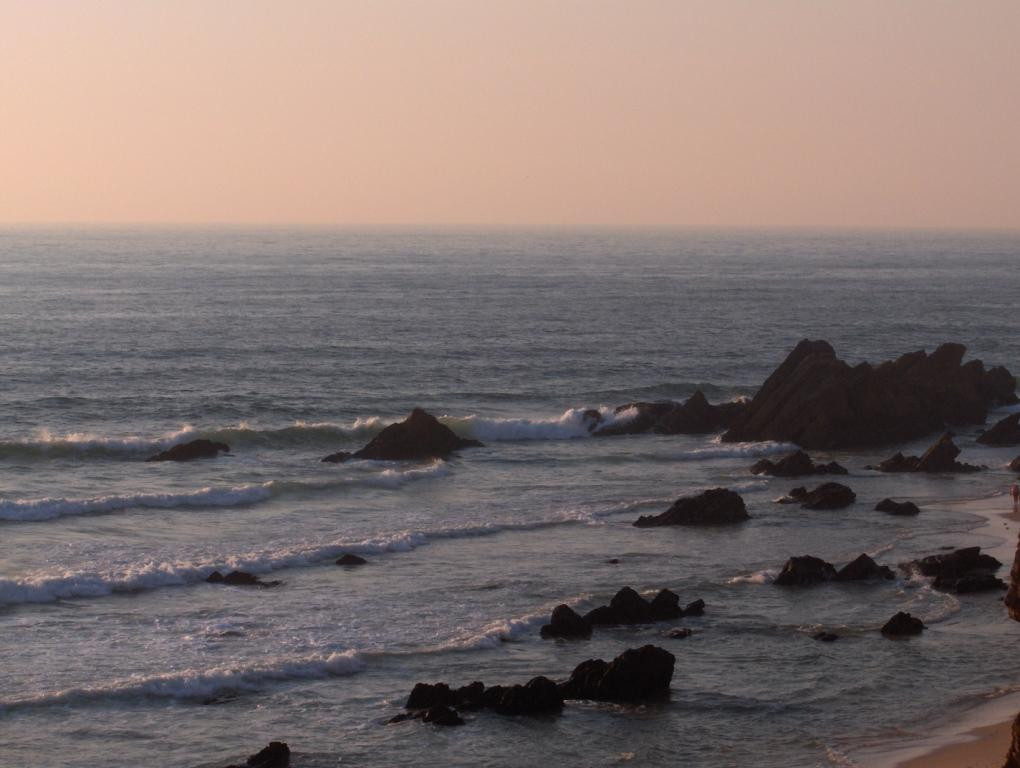
São Pedro de Moel, vue sur l'océan depuis l'avenue Marginal

Onde a terra se acaba e o mar começa

 

Onde a terra se acaba e o mar começa

é Portugal;

simples pretexto para o litoral,

verde nau qu'ao mar largo se arremessa.

Onde a terra se acaba e o mar começa

a Estremadura está,

com o Verde Pino que em glória floreça,

mosteiros, castelos, tanta pátria ali há!

Onde a terra se acaba e o mar começa

há uma casa onde amei, sonhei, sofri;

encheu-se-me de brancas a cabeça

e, debruçado para o mar, envelheci...

Onde a terra se acaba e o mar começa

é a bruma, a ilha qu'o Desejo tem;

e ouço nos búzios, té que o som esmoreça,

novas da minha pátria - além, além!...

             Afonso Lopes Vieira, 1940.
```

### La campagneVicentinaet le retour aux fondamentaux de la culture portugaise

#### Gil Vicente
Grand explorateur et promoteur du patrimoine littéraire national, Afonso Lopes Vieira s'engage en 1914 dans une campagne de réhabilitation et de promotion du poète et homme de théâtre Gil Vicente, alors presque totalement oublié. Il inaugure une série de publications visant à remettre à jour et faire connaître l’œuvre de son prédécesseur, condamné par l'Inquisition et mort dans une demi-disgrâce au XVIe siècle : il publie Gil Vicente-Monólogo do Vaqueiro en 1910, il réactualise et adapte la farce Auto da Barca do Inferno en 1911, publie A Campanha Vicentina en 1914, pour finir avec une publication des Autos de Gil Vicente en 1917.

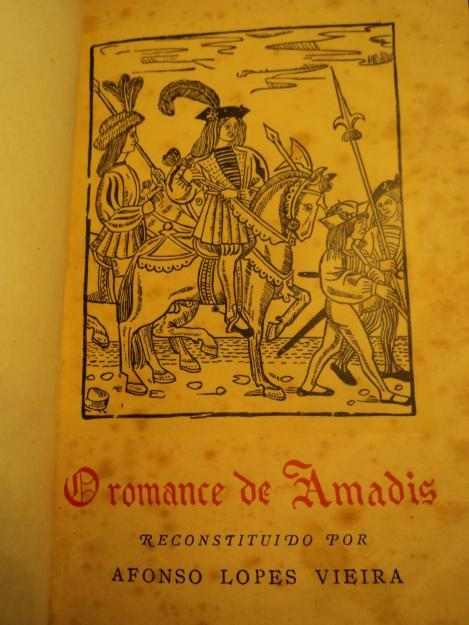
O Romance de Amadis, reconstitué par Afonso Lopes Vieira et publié en 1923.

Avec cette campagne, menée à bout de bras, et à ses frais, Lopes Vieira s'inscrit dans la continuité directe de la démarche du Romanceiro d'Almeida Garrett, qui visait à faire revenir les Portugais aux fondamentaux de leur propre culture, dans son essence populaire et ancienne. Grâce à elle, Gil Vicente est aujourd'hui étudié dans les collèges et les lycées de l'ensemble du monde lusophone, joué régulièrement dans tous les théâtres portugais, et reconnu comme l'un des plus grands auteurs de théâtre nationaux et fondateur de la farce lusitanienne.

#### L'engagement culturel
- Parallèlement à ce combat ciblé, Lopes Vieira multiplie les conférences au nom des valeurs artistiques et culturelles nationales, recueillies dans Em demanda do Graal (1922) et Nova demanda do Graal (1942). Il publie un ouvrage sur le rapport entre le peuple et les poètes : O Povo e os Poetas Portugueses (1911), reconstitue les légendes chevaleresques européennes, avec par exemple O Romance de Amadis (1923).
- Il reprend et réactualise l'œuvre lyrique et Les Lusiades  de Luis de Camões, permettant une relecture plus claire et plus fluide de l'œuvre fondatrice de la langue portugaise moderne, obligatoire au programme de littérature des lycées au Portugal, toutes filières confondues. Son travail, à bien des égards, s'apparente à de l'archéologie littéraire, avec un travail de diffusion massive en aval.
- Donnant un rôle clé au langage, et donc à la littérature dans l'apprentissage de l'identité nationale et dans l'appréhension du monde, son action passe aussi par l'éducation populaire, avec la publication d'un grand nombre de livres pour enfants et adolescents, depuis Animais Nossos Amigos (1911) jusqu'à O Conto De Amadis De Portugal Para Os Rapazes Portugueses (1940).
- Avant-gardiste féru de cinéma, il écrit et participe à la réalisation du film pour enfants O Afilhado de Santo António (1928), et il coécrit un des grands films portugais des années 1940, Camões, avec le réalisateur José Leitão de Barros.
- Afonso Lopes Vieira est également considéré comme un précurseur de la cause animale. Dès les années 1910, il intègre dans son univers poétique les animaux jugés à l'époque peu nobles du monde la ferme, avec des figures anthropomorphes devenues depuis partie intégrante du patrimoine littéraire régional[27]. Soucieux de mettre en exergue l'association entre hommes et animaux, il rend notamment hommage la force de travail et l'abnégation du bœuf de trait, il réhabilite l'intelligence de l'âne, jugée supérieure à celle du cheval, vante la loyauté et la générosité du chien, etc. Les animaux sont souvent présents dans ses recueils. Son ouvrage pour enfants publié en 1911 « Les Animaux Nos Amis » (Os Animais Nossos Amigos )[28], republié en 1932 sous le titre « Animaux Nos Amis » (Animais Nossos Amigos ) a donné lieu à l'élaboration une série de sculptures en bronze par Pedro Anjos Teixeira de 1946 à 1955, installées à la demande d'Horacio da Silva Heliseu en annexe du Jardin d'Enfance et de la Bibliothèque Municipale de Leiria. Elles sont aujourd'hui intégrées dans le parc de la ville, dans le cadre du programme d'Art Public (Arte Publica), avec le Percurso Urbano do Lis[29],[30].

## Bibliographie complète

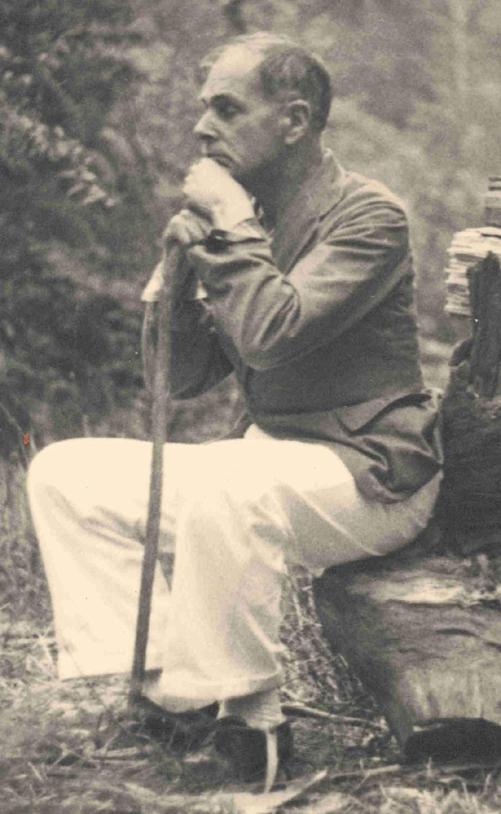
Afonso Lopes Vieira vers la fin de sa vie.